# Shintaro Abe
  Shintaro Abe  (japonès: 安倍晋太郎)  (Yotsuya-ku, 29 d'abril de 1924 - Hospital Universitari Juntendo, 15 de maig de 1991)  va ser un polític japonès que va exercir com a Ministre d'Afers Exteriors de 1982 a 1986. Va ser un membre destacat del Partit Liberal Democràtic (PLD), al poder. Era el pare del primer ministre Shinzō Abe i formava part de la família Satō-Kishi-Abe.